# Astrid Böhmisch

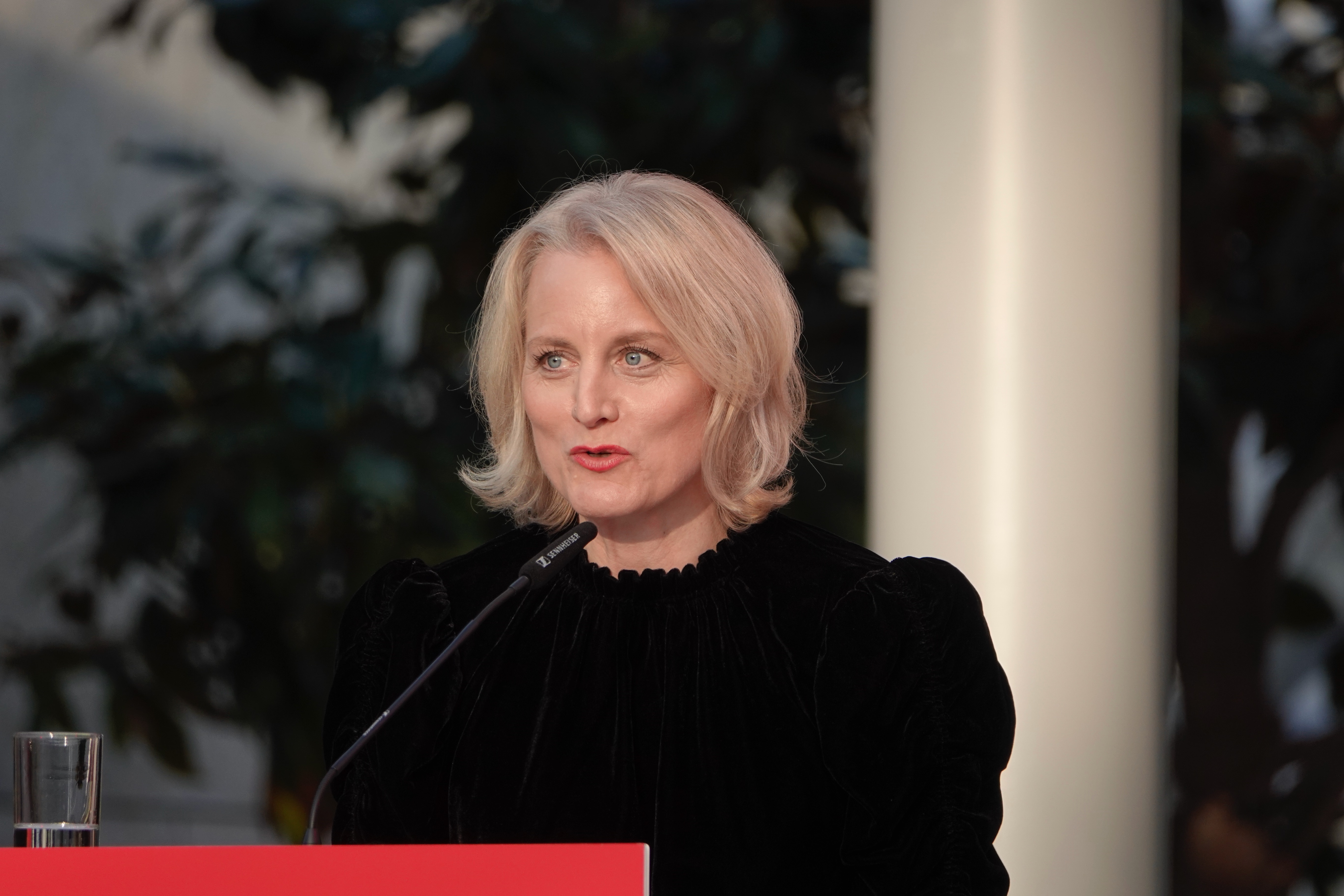
Astrid Böhmisch – Begrüßung beim Preis der Leipziger Buchmesse 2025

Astrid Böhmisch (* 1973/1974) ist eine deutsche Germanistin, Anglistin und seit 1. Januar 2024 Direktorin der Leipziger Buchmesse.  Sie konzentriert sich auf die Content-Vermarktung im Filmgeschäft und der Buchbranche.

## Werdegang
Böhmisch war nach ihrem Studium der Anglistik und Germanistik zunächst in der Filmbranche tätig; von 2006 bis 2015 übernahm sie unterschiedliche Positionen im Marketing der Senator Entertainment, zuletzt als Executive Vice President Marketing & Publicity. Ferner war sie Marketing Manager bei 3L Filmverleih und Akquisitions Manager bei Delphi Films. Von 2015 bis 2016 war sie Director Marketing & Publicity bei Wild Bunch Germany sowie von 2016 bis 2020 beim Piper Verlag und allen Imprints in München Head of Marketing und Organizational Development. Anschließend von 1. November 2020 bis zum 31. Oktober 2022 übernahm sie die neu geschaffene Position der General Manager DACH beim Digitaldienstleister Bookwire; damit zuständig für Account Management und Marketing für Verlagskunden in den Märkten Deutschland, Österreich und der Schweiz.
Zum 1. Januar 2024 übernahm Böhmisch in der Nachfolge von Oliver Zille, der 33 Jahre in Verantwortung stand, die Direktion der Leipziger Buchmesse, Leipzig liest und Manga-Comic-Con.